# Кузьмин, Михаил Кузьмич (врач)
Михаи́л Кузьми́ч Кузьми́н (31 декабря 1920 — 17 июля 2010) — советский учёный, историк медицины, доктор медицинских наук, профессор Первого Московского Ордена Ленина медицинского института имени И. М. Сеченова, участник Советско-финской и Великой Отечественной войн.

## Биография
Родился в Смоленской губернии в деревне Колесники Гжатского уезда, ныне Гагаринский район, по другим данным — в одноимённой деревне Хиславичского района.
Отец — Кузьмин Кузьма Васильевич (1894—1964). Мать — Кузьмина Феодосия Константиновна (1896—1962). В 1936 году окончил Больше-Хуторянскую школу. Трудился рабочим-судоремонтником на Морском заводе в Кронштадте. В 1938 году поступил в Ленинградское военно-медицинское училище, которое окончил в 1940 году.
До окончания училища в принял участие в Советско-финской войне в звании военфельдшера, где приобрёл навыки спасения раненых с поля боя.
После окончания училища направлен в Прибалтийский особый военный округ. Дивизия, в которой служил Кузьмин, приняла участие в боях Великой Отечественной войны одной из первых. На тринадцатый день войны был тяжело ранен в лицо.
После выписки из госпиталя в октябре 1941 года назначен командиром санитарного взвода. В этой должности в составе 363‑й дивизии, впоследствии преобразованной во 2‑й гвардейский механизированный корпус, Кузьмин прошёл войну от Москвы до Праги. Воевал на Калининском, Северо-Западном, Сталинградском, Донском и Южном фронтах. Участвовал в обороне Москвы, Сталинградской битве, в освобождении Украины, Венгрии, Австрии и Чехословакии. Вынес с поля боя более 300 раненых. Награждён орденами Ленина (13 сентября 1944 года), Отечественной войны I степени и Красной Звезды (6 ноября 1942 года), медалями «За оборону Москвы», «За оборону Сталинграда», «За победу над Германией», «За взятие Будапешта», «За взятие Вены», «За освобождение Праги».
11 апреля 1945 года был тяжело ранен, в результате чего потерял левую руку. После выписки из госпиталя зачислен в Первый Московский медицинский институт имени И. М. Сеченова (далее — Первый ММИ). На его заявление о приёме в институт министр здравоохранения СССР Г. А. Митерёв наложил резолюцию: «Зачислить на санитарный факультет. Экзамены сдал на войне».
По окончании мединститута в 1951 году был оставлен на кафедре истории медицины. В Первом ММИ проработал 50 лет.
Похоронен на Троекуровском кладбище в Москве.

## Научная деятельность
В 1952 году окончил аспирантуру. В 1955 году в соавторстве с Ю. П. Лисицыным и О. А. Александровым подготовил первое в СССР методическое пособие по истории отечественной медицины. Тогда же защитил кандидатскую, а в 1968 году — докторскую диссертацию на тему «Героизм медицинских работников и достижения советской медицины в годы Великой Отечественной войны». В 1960 году присвоено учёное звание профессор. В 1960—1989 годах заведовал в Первом ММИ старейшей в СССР кафедрой истории медицины, под его руководством защищено 15 докторских и кандидатских диссертаций, автор более 350 научных работ (монографии, учебники, лекции по истории медицины, серия работ по истории и методике преподавания).
Значительный пласт работ М. К. Кузьмина посвящён советской военной медицине 1941—1945 годов. В 1965 году в формате биографических очерков опубликована монография «Медики — Герои Советского Союза» (М.), переизданная в существенно переработанном и дополненном виде в 1970 году. В одной из рецензий на первое издание книги отмечалось, что «Написана она на основе многочисленных документов, хранящихся в архивах Военно-медицинского музея Министерства обороны СССР и в других архивах Советского Союза. Автором были также использованы материалы, полученные в личных беседах с родственниками, близкими, знакомыми героев, статьи и заметки, опубликованные в военные и послевоенные годы в периодической печати. Все это позволило воссоздать образ каждого героя-медика более полно, чем он рисовался в официальных документах». Монография «Советская медицина в годы Великой Отечественной войны» (1979) стала первым обобщающим трудом по теме книги.
Ряд исследований посвящён классикам российской и советской медицины — С. П. Боткину, П. А. Герцену, Г. А. Захарьину, А. А. Кулябко, М. Я. Мудрову, Ф. В. Овсянникову, Н. И. Пирогову, И. М. Сеченову.
Выступал с программными докладами на 10 международных конгрессах и съездах историков советской и российской медицины, был избран почетным членом Советского, Болгарского и Венгерского научных обществ историков медицины. Много лет работал в качестве эксперта ВОЗ.
В 1961 году по его инициативе и с его участием разработан текст торжественного обещания врача Советского Союза, который позднее лёг в основу присяги советского врача. Стал организатором сбора средств на создание и строительства памятника медикам — героям Великой Отечественной войны на Девичьем поле. Памятник авторства народного художника СССР Л. Е. Кербеля открыт 5 мая 1972 года.
В 1989—2001 годах работал в Музее истории медицины Первого ММИ (c 1991 года — научно-исследовательский центр «Медицинский Музей»). Большую роль М. К. Кузьмин сыграл в научной разработке экспозиции залов для Центрального музея РАМН: «Медицина и милосердие на войне», «Историки медицины России».
За научные и трудовые заслуги награждён орденами Октябрьской революции и «Знак Почёта». Имеет иностранные награды. Почётный гражданин городов Ржев, Волноваха, поселка Октябрьский Волгоградской области, Хиславичского района Смоленской области.

## Семья
Супруга — Кузьмина Елизавета Николаевна (1924—2005), врач-терапевт, Заслуженный врач РСФСР. Сын Сергей (1949) и дочь Мария (1956) — врачи-кардиологи.

## Научные публикации

### Монографии
- Кузьмин М. К. Академик Ф. В. Овсянников (К истории нервизма в России). — М.: Медгиз, 1963. — 220 с. — 1100 экз.
- Кузьмин М. К. Медики — Герои Советского Союза. — 2-е изд. испр. и доп. — М.: Медицина, 1970. — 224 с. — 16 000 экз.
- Кузьмин М. К. История медицины : (Очерки). — М.: Медицина, 1978. — 199 с. — 6000 экз.
- Кузьмин М. К. и др. И. М. Сеченов и медицинская наука / М. К. Кузьмин, В. А. Макаров, В. П. Ивакин. — М.: Медицина, 1979. — 141 с. — 6600 экз.
- Кузьмин М. К. Советская медицина в годы Великой Отечественной войны : (Очерки). — М.: Медицина, 1979. — 239 с. — 10 000 экз.
- Кузьмин М. К. Учёные-медики — Герои Социалистического Труда. — М.: Медицина, 1988. — 197[1] с. — 10 000 экз. — ISBN 5-225-00135-1.
- Кузьмин М. К., Нувахов Б. Ш. Памятники медицины и милосердия в Москве XVIII — XX веков. — М.: Медицина, 1993. — 93[1] с. — 5000 экз.

### Статьи
- Кузьмин М. К. Исследования Ф. В. Овсянникова в области физиологии // Вестник АМН СССР. — 1958. — Т. 9. — С. 82.
- Кузьмин М. К., Воропай А. В. Забота о здоровье войнов // Военно-медицинский журнал. — 1971. — № 7. — С. 90—92.
- Кузьмин М. К. Медицина // Очерки русской культуры XVII века. — Ч. 2 : Духовная культура / Под ред. А. В. Арциховского. — М. : Изд-во МГУ, 1979. — С. 63—70. — 334 с.
- Кузьмин М. К. Роль советских учёных-медиков в Великой Отечественной войне // Советская медицина. — 1980. — № 8. — С. 118—120.
- Кузьмин М. К. Этапы советской медицины за 70 лет // Советская медицина. — 1987. — № 11. — С. 48—54.
- Кузьмин М. К. Медицинские сестры в дни мира и войны // Медицинская сестра. — 1991. — № 1. — С. 34—36.
- Кузьмин М. К., Лисицын Ю. П. Ф. Р. Бородулин — выдающийся историк медицины // Проблемы социальной гигиены, здравоохранения и истории медицины. — 2008. — № 5. — С. 53—55. — ISSN 0869-866X.

### Учебные пособия
- Кузьмин М. К. Лекции по истории русской медицины. — М.: 1‑й Моск. ордена Ленина мед. ин‑т им. И. М. Сеченова, 1961—1973.

Лекция 1. Медицина Древней Руси. — 1961. — 46 с. — 2000 экз.
Лекция 2. Медицина в Московском государстве (XVI — XVII вв.). — 1973. — 54 с. — 2000 экз.
Лекция 4 и 5. Медицина в России в Отечественную войну 1812 года. — 1964. — 75 с. — 3000 экз.
- Кузьмин М. К. Лекции по истории советской медицины. — М.: 1‑й Моск. ордена Ленина мед. ин‑т им. И. М. Сеченова, 1965—1969.

Лекция 1. Советская медицина в период строительства социализма и коммунизма (1917—1967). — 1969. — 54 с. — 1500 экз.
Лекция 2. Мужество, отвага и героизм медицинских работников в годы Великой Отечественной войны 1941—1945 гг. — 1965. — 61 с. — 1200 экз.
- История медицины : [Учебник для мед. ин-тов всех фак.] / П. Е. Заблудовский, Г. Р. Крючок, М. К. Кузьмин, М. М. Левит. — М. : Медицина, 1981. — 352 с. — 50 000 экз.